# Marquesado de Villa de Orellana

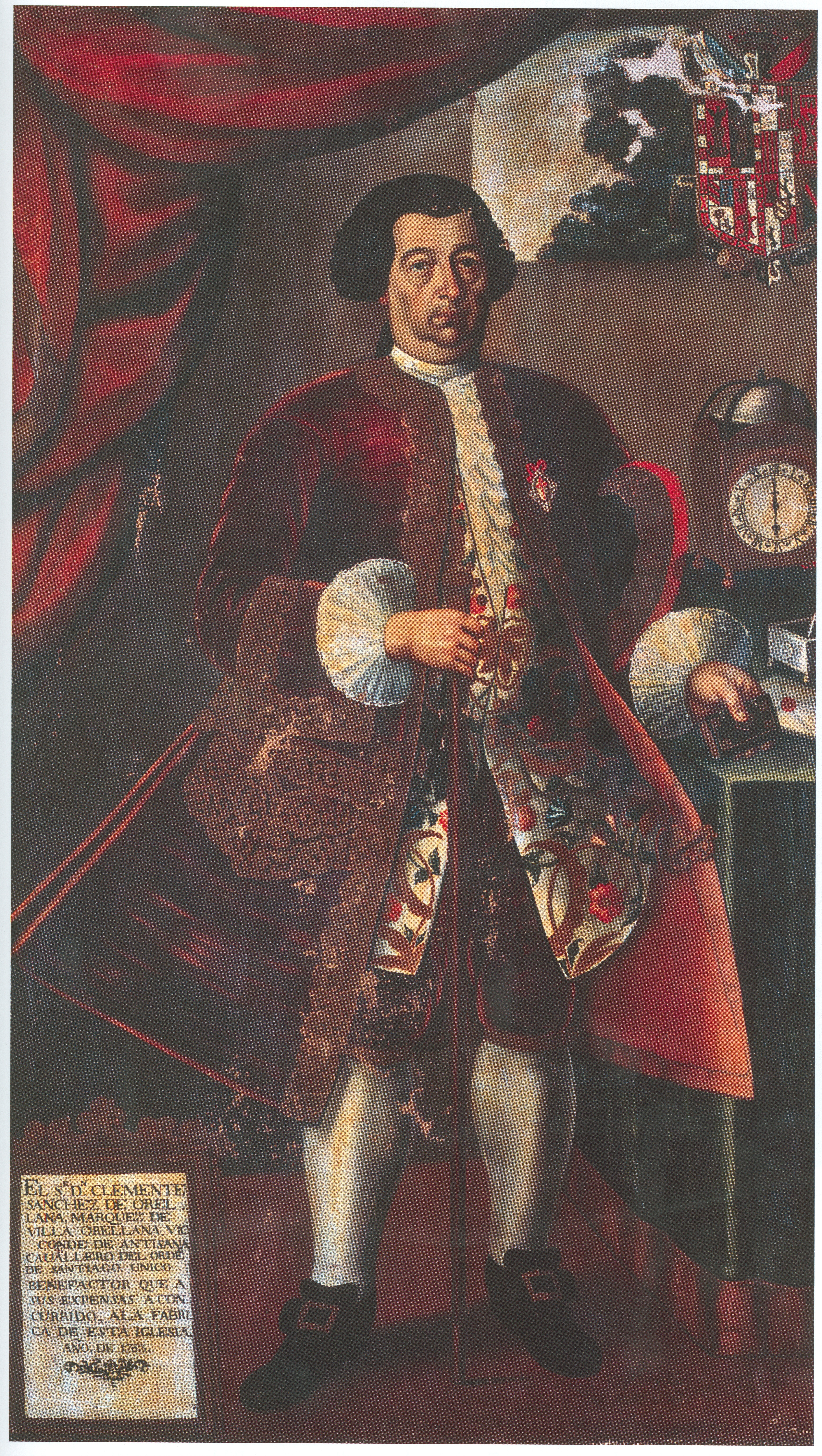
Retrato de Don Clemente Sánchez de Orellana, conservado en el Museo Nacional de Medicina, Quito Ecuador

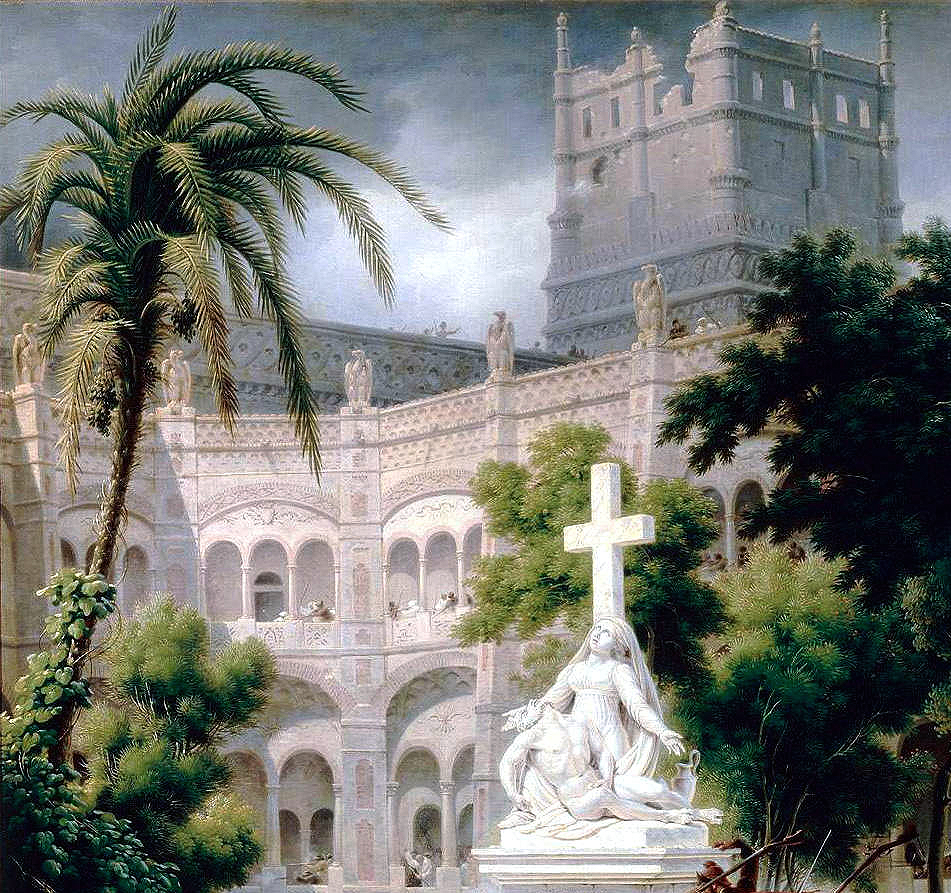
Monasterio de Santa Engracia de Zaragoza, renovado con el dinero pagado por Clemente Sánchez de Orellana como impuesto por la concesión del título de Marqués de Villa de Orellana en 1753.

El Marquesado de Villa de Orellana es un título nobiliario español creado, con el vizcondado previo de Artizana, el 6 de febrero de 1753 por el rey Fernando VI a favor de Clemente Sánchez de Orellana y Riofrío,  quien era sobrino por línea paterna de don Antonio Sánchez de Orellana y Ramírez de Arellano, primer marqués de Solanda, rama de la familia Sánchez de Orellana que se trasladó desde la natal Zaruma a la ciudad de Cuenca, ambas de Ecuador, donde nacería el primer titular. El marquesado toma el nombre de la propiedad de la familia en el centro de la ciudad, conocida como Mansión o Villa Orellana.

## Antecedentes
El trámite para obtener el título se inició oficialmente con la respuesta recibida por Clemente Sánchez de Orellana desde el despacho del rey Fernando VI el 15 de julio de 1748. El título de Marqués de Villa de Orellana, con el vizcondado previo de Antizana, se concedió al mencionado «para sí, sus hijos y sucesores» el 6 de febrero de 1753, y su texto fue incluido como parte de la Real Cédula del día 27 del mismo mes y año, firmada en el Palacio del Buen Retiro.
El I Marqués pagó el valor total de 2.250 ducados, que se causaron al Derecho de la media annata; de estos, 750 ducados correspondían al título de Vizconde de Antizana que precedió y quedaba suprimido según las reales órdenes, y los 1.500 ducados restantes por el título marquesal en sí mismo. El pago de Sánchez de Orellana fue utilizado para costear la obra de reparación del Monasterio de Santa Engracia, de la Orden de San Jerónimo, en la ciudad de Zaragoza.
El 27 de abril de 1753, en cambio, se expidió una cédula real en la que se le autorizaba al primer marqués la constitución del Mayorazgo de Villa de Orellana, mediante el cual vinculaba las propiedades más importantes que poseía en la Real Audiencia de Quito, para así garantizar el lustre familiar en las generaciones futuras.
La línea directa del marquesado original tuvo corta vida debido a que, tras la independencia en 1824, el general Simón Bolívar promulgó una ley por la que se abolían todos los privilegios y títulos de la nobleza en las tierras de la recién creada Gran Colombia, misma que sería ratificada más tarde por el novísimo estado de Ecuador. Sin embargo, el título fue rehabilitado en España en 1924 por el rey Alfonso XIII, a favor de Jaime Díez de Rivera y Figueroa, que se convirtió (oficialmente) en el segundo marqués (reconocido) de Villa de Orellana.

## Marqueses de Villa de Orellana
|                                         | Titular                                        | Periodo                  |
| Creación por Fernando VI                | Creación por Fernando VI                       | Creación por Fernando VI |
| --------------------------------------- | ---------------------------------------------- | ------------------------ |
| I                                       | Clemente Sánchez de Orellana y Riofrío         | 1753-1782                |
| "II"                                    | Jacinto Sánchez de Orellana y Chiriboga        | 1782-1815                |
| "III"                                   | José Sánchez de Orellana y Cabezas             | 1815- ?                  |
| "IV"                                    | María del Carmen Sánchez de Orellana y Carrión |                          |
| Rehabilitación por Alfonso XIII en 1924 |                                                |                          |
| II                                      | Jaime Díez de Rivera y Figueroa                | 1924-1962                |
| III                                     | Pedro Díez de Rivera y Figueroa                | 1963-1965                |
| IV                                      | María Cristina Díez de Rivera y Guillamas      | 1965-1994                |
| V                                       | Pedro Merry del Val y Díez de Rivera           | 1994-actual titular      |

## Historia de los marqueses de Villa de Orellana
- Clemente Sánchez de Orellana y Riofrío (1709-1782.), I marqués de Villa de Orellana.

1. Casó con Antonia Agustina Chiriboga y Luna. Le sucedió su hijo:

- Jacinto Sánchez de Orellana y Chiriboga (1747-1815), "II marqués de Villa de Orellana".

1. Casó con Antonia Cabezas y Burbano de Lara. Le sucedió su hijo:

- José Sánchez de Orellana y Cabezas, "III marqués de Villa de Orellana".

1. Casó con Mercedes Carrión y Palacio.

- María del Carmen Sánchez de Orellana y Carrión, "IV marquesa de Villa de Orellana"

Rehabilitación en 1924:
- Jaime Díez de Rivera y Figueroa († en 1962), II marqués de Villa de Orellana.

1. Casó con Blanca Escrivá de Romaní y de Muguiro, III marquesa de Centellas, Le sucedió su hermano.

- Pedro Díez de Rivera y Figueroa, III marqués de Villa de Orellana, IV marqués de Someruelos.

1. Casó con María de los Dolores Guillamas y Caro, condesa de Alcoléa del Toroto. Le sucedió su hija:

- María Cristina Díez de Rivera y Guillamas, IV marquesa de Villa de Orellana.

1. Casó con Fernando Merry del Val y Zapata. Le sucedió su hijo:

- Pedro Merry del Val y Díez de Rivera, V marqués de Villa de Orellana.

1. Casó con Isabel Casans y de Arteaga.